# 8155 Battaglini
8155 Battaglini (1988 QA) là một tiểu hành tinh vành đai chính.